# Eleição presidencial do Brasil em Rondônia em 1998
O primeiro turno da eleição presidencial brasileira de 1998 foi realizado em 4 de outubro, como parte das eleições gerais naquele país. Neste pleito, os cidadãos brasileiros aptos a votar escolheram o atual incumbente Fernando Henrique Cardoso. Fernando Henrique recebeu mais do que a metade dos votos válidos, não sendo necessário ser realizado um segundo turno. De acordo com a Constituição, o presidente é eleito diretamente pelo povo para um mandato de quatro anos, podendo ser reeleito uma vez. Nessa eleição o atual presidente Fernando Henrique estava concorrendo a reeleição.
Em Rondônia, o candidato tucano, Fernando Henrique Cardoso, recebeu 66,41% dos votos no primeiro turno, já o candidato petista, Luiz Inácio Lula da Silva , ficou com 21,32%, enquanto o candidato do PPS, Ciro Gomes, recebeu 8,08% dos votos naquele estado. Fernando Henrique foi o mais votado em todos os municípios de Rondônia, Guajará-Mirim foi o único município que este saiu vencedor sem maioria dos votos.
1. ↑  «Resultado da UF»
2. ↑  «Resultado do município»